# Мстислав Хоробрий
Мстисла́в Володи́мирович (бл. 983[джерело?] — 1036) — князь тмутороканський (990/1010—1036) і чернігівський (1024—1036). Представник династії Рюриковичів. Син київського князя Володимира Великого і полоцької князівни Рогнеди. Брат Ярослава Мудрого. Прізвисько — Хоро́брий.

## Імена
- Мстисла́в Володи́мирович — в українській історіографії з іменем по батькові.
- Мстисла́в І Чернігівський — у західній історіографії з номером правителя і назвою князівства.
- Мстисла́в Хоро́брий — за прізвиськом.
- Костянти́н — хрещене ім'я.
- Мстисла́в-Костянти́н Володи́мирович — комбіноване ім'я[1].

## Біографія

### Битва проти косогів

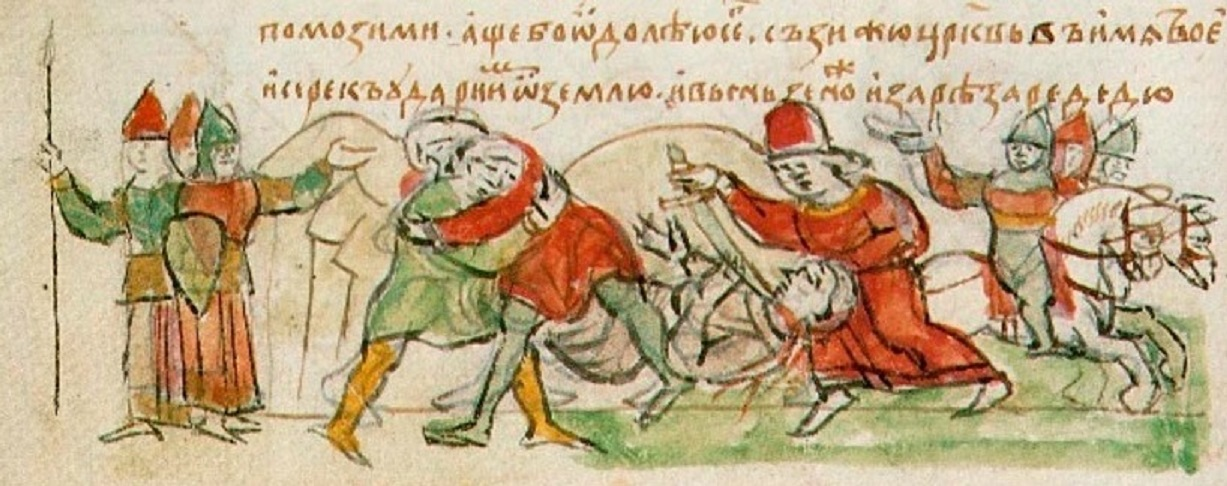
«Вбивство Мстиславом Редеді перед касогами» Радзивіллівський літопис

У 1022 року Мстислав виступив з військом у похід проти касогів (предків сучасних черкесів). Як свідчить літопис, коли обидва війська стали одне проти одного, косозький князь Редедя сказав Мстиславу:

| «Для чого ми будемо губити дружину один одному? Станемо на герць, і якщо ти мене переможеш, то візьмеш і моє майно, і мою дружину, і мою землю. Якщо ж я переможу, то візьму все твоє». |
| «Хай буде так!» — відповів Мстислав. Коли вони з’їхалися, Редедя сказав: «Давай не зброєю битися, а боротися!». |
Довго вони боролися, став Мстислав слабнути, Редедя був великим і сильним. Тоді сказав Мстислав:

| «О, пресвята Богородице, допоможи мені! Якщо я його переможу, то збудую церкву на честь Твою». |
Сказавши це, вдарив Редедю об землю і, вихопивши ніж, ударив ним суперника в гортань. Убивши Редедю, увійшов Мстислав в його землю, взяв усе його майно, дружину та дітей і наклав на косогів данину. А повернувшись до Тмуторокані, спорудив церкву святої Богородиці.

### Київський стіл
Після смерті Володимира Великого у 1015 році Київ захопив Святополк I Окаянний, який був у Вишгороді та раніше за інших дізнався про смерть батька. Однак підступність та жорстокість не допомогли йому затвердитися на великокняжому київському столі; у суперечку рішуче вступив старший син Володимира — новгородський князь Ярослав Мудрий. Заручившись підтримкою новгородського віча, Ярослав на чолі тритисячного війська вирушив на Київ. Восени 1015 року у битві під Любечем Ярослав вщент розгромив Святополка, змусивши його втекти до печенігів. Хоч Ярослав і в'їхав урочисто в Київ, його успіх не був повним. Незабаром, спираючись на підтримку свого зятя Болеслава I Хороброго — польського князя, Святополк знову оволодів Києвом. Ярослав остаточно затвердився на київському престолі тільки у 1019 році після повної перемоги над Святополком на річці Альті. Однак він не переїхав до Києва, а продовжував керувати країною із Новгорода, який полюбився йому.
До того часу більшість Володимировичів або загинули в усобицях, або займали другорядні столи. Мстислав Тмутороканський став єдиним реальним суперником Ярослава. У 1019 році він написав йому листа з проханням віддати частину уділів братів, якими той заволодів. Ярослав запропонував йому Муром, однак це не могло задовольнити Мстислава і він почав готуватися у похід. Зібравши дружину та союзників — хазарів та касогів, він вичікував зручного часу.
Така можливість виникла у 1024 році, коли Ярослав придушував повстання у Суздальській землі. Із великим військом Мстислав підійшов до Києва та проголосив себе претендентом на великокняжий стіл, але, як свідчить літопис, «неприняша его кыяне». При удільно-вічовому ладі, що існував тоді в Київській Русі, коли влада ділилася між князем і народним віче, таке рішення городян не було чимось незвичайним. Не зважившись обложити добре укріплене місто, Мстислав відійшов до Чернігова із твердим наміром зробити його центром своїх володінь.

### Листвинська битва
Отримавши повідомлення про події на Русі, Ярослав спішно повернувся до Новгорода, і послав за вікінгами (варягами). Незабаром до Новгорода прибув загін вікінгів під командуванням князя Якуна. Про кількість скандинавів літописні джерела мовчать, але навряд чи їх було більше тисячі. Цікаво, що літопис, який зазвичай ретельно фіксував склад князівської дружини, у цьому випадку жодного слова не говорить про новгородців або киян.
Час працював проти Ярослава, його головною метою було вигнання Мстислава із меж своїх володінь, не давши можливості укріпити свої позиції у Чернігові. Із Новгорода на Русь Ярослав рушив найкоротшим шляхом — на човнах Дніпром, як за дев'ять років до того він йшов на Святополка. Цей шлях пролягав через Любеч — важливий стратегічний пункт на Дніпрі. Із Любеча Ярослав міг рушити двома шляхами: або вниз Дніпром до гирла Десни, а потім вгору Десною до Чернігова (100 км), або малими річками й озерами прямо на Чернігів (майже 60 км). У першому випадку, Мстислав отримав би додаткові два тижні для підготовки до битви. Розуміючи це, Ярослав обрав другий шлях.
Не зважившись залишати центр своїх володінь без прикриття і побоюючись розминутися з противником, Мстислав до останнього моменту не залишав Чернігів. Він вирушив назустріч Ярославу тільки після отримання повідомлення про його наближення із заходу. Розрахунок Мстислава був безпомилковим: його військо чекало сили противника біля міста Листвен, розташованого на річці Білоус, приблизно посередині між Любечем та Черніговом (нині село Малий Листвен Ріпкинського району Чернігівської області). Листвен розташований у найвужчому місці вододілу рік Білоус і Стрижень, оточений заболоченими низинами й болотами. Будучи ключем водного шляху, він дозволяв його цілком контролювати. Саме це місце обрав Мстислав для вирішальної битви з Ярославом: обійти Листвен було практично неможливо.
Виграш у часі та правильний вибір місця битви дали Мстиславу величезну перевагу. Ще з вечора він розгорнув військо, поставивши у центрі сіверян, зайнявши зі своєю дружиною фланги. Швидше за все, військо Мстислава атакувало вікінгів одразу ж після їхньої висадки на берег, не давши їм часу вишикуватися у бойові порядки. «Повість минулих літ» вельми детально описує ту битву.
| «...Була і пітьма, і грім, і блискавки, і дощ. І сказав Мстислав дружині: «Підемо на них!» І зустрілися варяги лоб в лоб із сіверянами. І трудилися варяги, рубаючи сіверян. А потім вступив у бій Мстислав зі своєю дружиною і став сікти варягів. І була сильною і страшною та січ: у світлі блискавок виблискувала зброя». |
Ярослав та Якун втекли, останній при цьому втратив свою знамениту накидку, ткану золотом. Перемога під Лиственом мала не тільки воєнне та політичне, але й ментальне значення, оскільки то була перемога над вікінгами, професійними військовими, яких доти вважали непереможними.
Ярослав із залишком варягів утік до Новгорода, звідки не наважуючись повернутися й правив Києвом найближчі два роки, а Мстислав повернувся до Чернігова. 1026 вони уклали мир, за яким Ярославу дісталося Правобережжя з Києвом, а Мстиславу — Лівобережжя з Черніговом. Брати купно управляли Руссю аж до смерті Мстислава 1036, після чого Ярослав став самовладним правителем держави.

### Діяльність

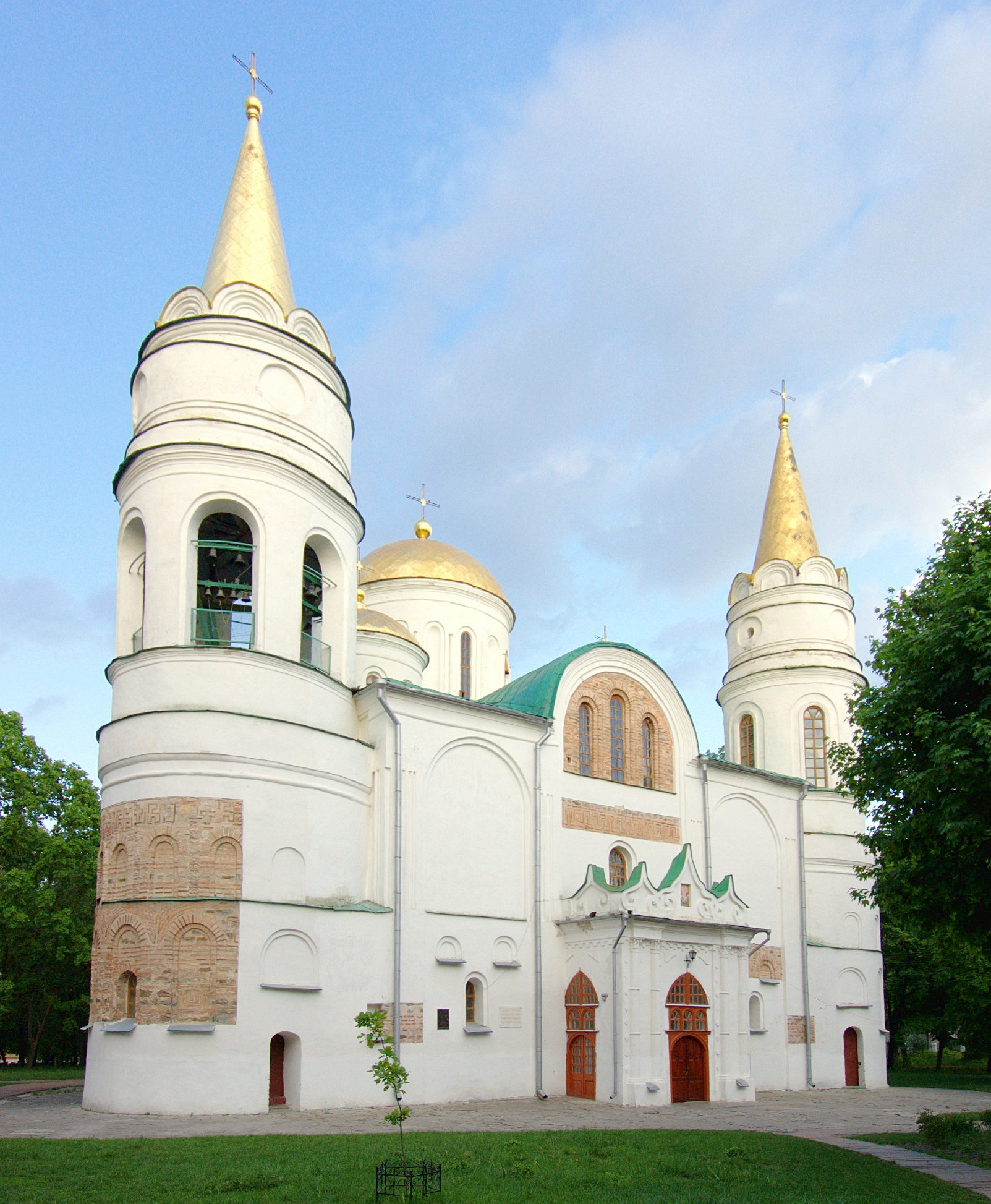
Спасо-Преображенський собор у Чернігові

Таким чином, Чернігів став столицею величезного й могутнього князівства, землі якого сягали Оки, Дону й Азовського моря. Податки до князівської скарбниці надходили з території, що дорівнює сучасній Франції. Разом з тим план приєднати до своїх володінь колишній землі Хозарського каганату від Дону до Пониззя Волги зазнали невдачі через протистояння з Волзькою Болгарією, з якою вів з перервами війни у 1030—1036 роках.
Правління Мстислава Хороброго ознаменувалося бурхливим розвитком усіх сфер духовного й економічного життя Чернігова, стало початком його «Золотої доби». Бурхливо розвивалося мистецтво й ремесла, велися літописи, виник власний чернігівський архітектурний стиль, було збудовано чудові споруди, деякі з них збереглися до наших днів. У період свого розквіту Чернігів був одним із найбільших міст Європи, його укріплена площа перевищувала два квадратних кілометри, а населення становило майже 25 тисяч людей. Чернігівські купці подорожували всією Європою, їх можна було зустріти навіть у Лондоні.
Після себе Мстислав Хоробрий залишив величний Спасо-Преображенський собор, закладений у 1030 році як головна культова споруда князівства. Однак побачити завершену споруду йому не довелося: він помер у 1036 році, застудившись на полюванні (за іншими відомості отримав смертельне поранення у битві з волзькобулгарським військом Ашрафхана).
До того часу стіни храму були збудовані лише на висоту долоні вершника, що стоїть на коні з простягненою вгору рукою (4,0 м).
Дружиною Мстислава Володимировича була княгиня Анастасія, яка народила від нього сина Євстафія, який помер за три роки до смерті батька.

## Сім'я
- Батько: Володимир (963? —1015), князь новгородський (970—980), великий князь київський (980—1015)
- Матір: Рогнеда (?—1000), донька полоцького князя Рогволода
- Брати і сестри:
  - Вишеслав (бл. 980—бл. 995? до 1010), князь новгородський (990—1010)
  - Ізяслав (981—1001), князь полоцький (бл.990—1001)
  - Святополк (981—після 1019), князь турівський (990—1015), великий князь київський (1015—1019)
  - Святослав (бл.982—1015), князь древлянський (990—1015)
  - Ярослав (бл.983—20.02.1054), князь ростовський (990—?), великий князь київський (1015—1054)
  - Предслава (між 983/986— після 1011 до 1042) ∞ наложниця польського короля Болеслава І
  - Всеволод (між 983/984—до 1015), князь володимирський (990—1008/1013)
  - Станіслав (бл.985—до 1015), князь смоленський (990—1015)
  - Судислав (бл.986? —1063), князь псковський (1014—1036)
  - Борис (л.986? —1015), князь ростовський (1010—1015)
  - Гліб (бл.987 ? —1015), князь муромський (1013—1015)
  - Прямислава (бл.987/988—?) ∞ Ласло Лисий, угорський князь
  - NN Володимирівна (?—?) ∞ Бернгард II, маркграф Північної марки
  - Позвізд (до 988/989—1015 ?), мав володіння на Волині.
  - Добронега (до 1011—1087) ∞ Казимир І, князь польський
- Дружина: Анастасія
- Син: Євстафій (?—1033), князь тмутороканський (1023—1033)

### Родовід
|  |                                       |  |  |  |  |  |  |  |  |  |  |  |  |  |  |  |
|  | 4. Святослав, великий князь київський |  |  |  |  |  |  |  |  |  |  |  |  |  |  |  |
|  |                                       |  |  |  |  |  |  |  |  |  |  |  |  |  |  |  |
|  |                                       |  |  |  |  |  |  |  |  |  |  |  |  |  |  |  |
|  | 2. Володимир, великий князь київський |  |  |  |  |  |  |  |  |  |  |  |  |  |  |  |
|  |                                       |  |  |  |  |  |  |  |  |  |  |  |  |  |  |  |
|  |                                       |  |  |  |  |  |  |  |  |  |  |  |  |  |  |  |
|  | 5. Малуша, ключниця                   |  |  |  |  |  |  |  |  |  |  |  |  |  |  |  |
|  |                                       |  |  |  |  |  |  |  |  |  |  |  |  |  |  |  |
|  |                                       |  |  |  |  |  |  |  |  |  |  |  |  |  |  |  |
|  | 1. Мстислав, князь чернігівський      |  |  |  |  |  |  |  |  |  |  |  |  |  |  |  |
|  |                                       |  |  |  |  |  |  |  |  |  |  |  |  |  |  |  |
|  |                                       |  |  |  |  |  |  |  |  |  |  |  |  |  |  |  |
|  | 6. Рогволод, князь полоцький          |  |  |  |  |  |  |  |  |  |  |  |  |  |  |  |
|  |                                       |  |  |  |  |  |  |  |  |  |  |  |  |  |  |  |
|  |                                       |  |  |  |  |  |  |  |  |  |  |  |  |  |  |  |
|  | 3. Рогнеда, князівна полоцька         |  |  |  |  |  |  |  |  |  |  |  |  |  |  |  |
|  |                                       |  |  |  |  |  |  |  |  |  |  |  |  |  |  |  |
|  |                                       |  |  |  |  |  |  |  |  |  |  |  |  |  |  |  |
|  | 7. невідомо                           |  |  |  |  |  |  |  |  |  |  |  |  |  |  |  |
|  |                                       |  |  |  |  |  |  |  |  |  |  |  |  |  |  |  |
|  |                                       |  |  |  |  |  |  |  |  |  |  |  |  |  |  |  |

## Вшанування пам'яті
У центрі Чернігова є вулиця названа на честь князя — Мстиславська вулиця.
У 2023 почесне найменування на честь Мстислава Хороброго отримала 66-та окрема механізована бригада Сухопутних військ ЗС України.

### Статті
- Богусевич В. А. Про феодальні двори Києва XI—XIII ст. // Археологія. — К., 1957. — Т. XI.
- Васюта О. Мстислав Володимирович — перший князь чернігівський // Сіверянський літопис. 1995. № 1. С. 24-27.

### Монографії
- Войтович Л. 3.1. Династія Рюриковичів. //  Князівські династії Східної Європи (кінець IX — початок XVI ст.). Львів: Інститут українознавства, 2000.
- Каргер М. К. Древний Киев. — М.-Л. : Издательство АН СССР, 1958. — Т. I.

### Довідники
- Котляр М. Ф. Мстислав Володимирович [Архівовано 27 вересня 2016 у Wayback Machine.] // Енциклопедія історії України : у 10 т. / редкол.: В. А. Смолій (голова) та ін. ; Інститут історії України НАН України. — К. : Наукова думка, 2010. — Т. 7 : Мл — О. — С. 98. — ISBN 978-966-00-1061-1.
- «Історія України» — Полонська Василенко Наталія, Том 1.
- Енциклопедія українознавства : Словникова частина : [в 11 т.] / Наукове товариство імені Шевченка ; гол. ред. проф., д-р Володимир Кубійович. — Париж — Нью-Йорк : Молоде життя, 1955—1995. — ISBN 5-7707-4049-3.